# Muhlenbergia pilosa
Muhlenbergia pilosa là một loài thực vật có hoa trong họ Hòa thảo. Loài này được P.M.Peterson, Wipff & S.D.Jones mô tả khoa học đầu tiên năm 1992.